# Liottita
La liottita és un mineral de la classe dels silicats que pertany al grup de la cancrinita. Rep el nom en honor de Luciano Liotti (1932 - 2006), un col·leccionista de minerals que va donar el material en el qual es va trobar per primera vegada la liottita.

## Característiques
La liottita és un silicat de fórmula química (Na,K)₁₆Ca₈(Al₆Si₆O₂₄)₃(SO₄)₅Cl₄. Va ser aprovada com a espècie vàlida per l'Associació Mineralògica Internacional l'any 1975. Cristal·litza en el sistema hexagonal. La seva duresa a l'escala de Mohs és 5.
Segons la classificació de Nickel-Strunz, la liottita pertany a «09.FB - Tectosilicats sense H₂O zeolítica amb anions addicionals» juntament amb els següents minerals: afghanita, bystrita, cancrinita, cancrisilita, davyna, franzinita, giuseppettita, hidroxicancrinita, microsommita, pitiglianoïta, quadridavyna, sacrofanita, tounkita, vishnevita, marinellita, farneseïta, alloriïta, fantappieïta, cianoxalita, balliranoïta, carbobystrita, depmeierita, kircherita, bicchulita, danalita, genthelvita, haüyna, helvina, kamaishilita, lazurita, noseana, sodalita, tsaregorodtsevita, tugtupita, marialita, meionita i silvialita.

## Formació i jaciments
Va ser descoberta a la pedrera Toscopomici, a Pitigliano, dins la província de Grosseto (Toscana, Itàlia). També ha estat descrita en altres indrets dins les regions italianes de Campània i el Laci, sent aquests els únics llocs a tot el planeta on ha estat descrita aquesta espècie mineral.